# Desmia extrema
Desmia extrema là một loài bướm đêm trong họ Crambidae.